# Folke Ricklund
Folke Ricklund, född 28 maj 1900 i Solberg i nordöstra Ångermanland, död 9 november 1986 i Norrköping, var en svensk konstnär, mest känd som fjällmålare.

## Biografi
Han var son till kronojägaren Nickolaus Ricklund och Ingeborg Guliksdotter samt bror till konstnären Yngve Ricklund. Han var åren 1936–1951 gift med Emma Johansson, och från 1952 med Ragna Sundby. 
Folke Ricklund bedrev konststudier vid Tekniska skolan - Högre konstindustriella skolan i Stockholm under åren 1920–1924. Efter att under några år ha arbetat som dekorationsmålare hade Folke Ricklund en utställning på Svensk-franska konstgalleriet år 1930. Därefter hade han flera separatutställningar, bland annat i Stockholm på Galerie Moderne, Färg och Form, Naturhistoriska riksmuseet samt Modern konst i hemmiljö, och han deltog också i flera samlingsutställningar i Sverige och utomlands. Han gjorde flera målarresor utomlands, till bland annat Italien, England, Mexiko och Afrika.
I början av 1930-talet bosatte han sig i Saxnäs, söder om Marsfjällsmassivet, och där fann han också sin första hustru Emma, som förestod fjällpensionatet Saxnäsgården. Tillsammans byggde paret upp en funktionalistisk villa på en kulle med utsikt mot Marsfjället. 
I sitt hus tog de emot många konstnärsvänner och flera internationellt kända konstnärer som Asger Jorn ur Cobra-gruppen, samt svenska konstnärer som Helmer Osslund och Sven X:et Erixson. År 1952 skildes paret, och Folke Ricklund flyttade då till Norrköping, men han hade från 1974 även en fjällateljé i närheten av Funäsdalen i Härjedalen som han besökte årligen.
Emma Ricklund avled år 1965, och testamenterade villan med tillhörande "Folke-ateljé" till konstnärer och allmänhet. "Ricklundgården" i Saxnäs är idag dels ett museum, dels ett gästhem för kulturarbetare.

## Verk
Bland hans offentliga arbeten märks en väggmålning i al secco på Nordiska museet och dekorativa arbeten med djurmotiv för S/S Drottningholm.
Ricklund är representerad bland annat på Moderna museet och Prins Eugens Waldemarsudde i Stockholm, Norrköpings konstmuseum och Göteborgs konstmuseum samt Statens Museum for Kunst i Köpenhamn. Han har dessutom gjort dekorationsmålningar i bland annat Stockholms konserthus, Handelshögskolan, och Nordiska museet.
Folke Ricklund har medverkat med både text och bild i många tidskrifter och böcker, och han var verksam konstnär ända fram till sin död.